# Romulus a Remus

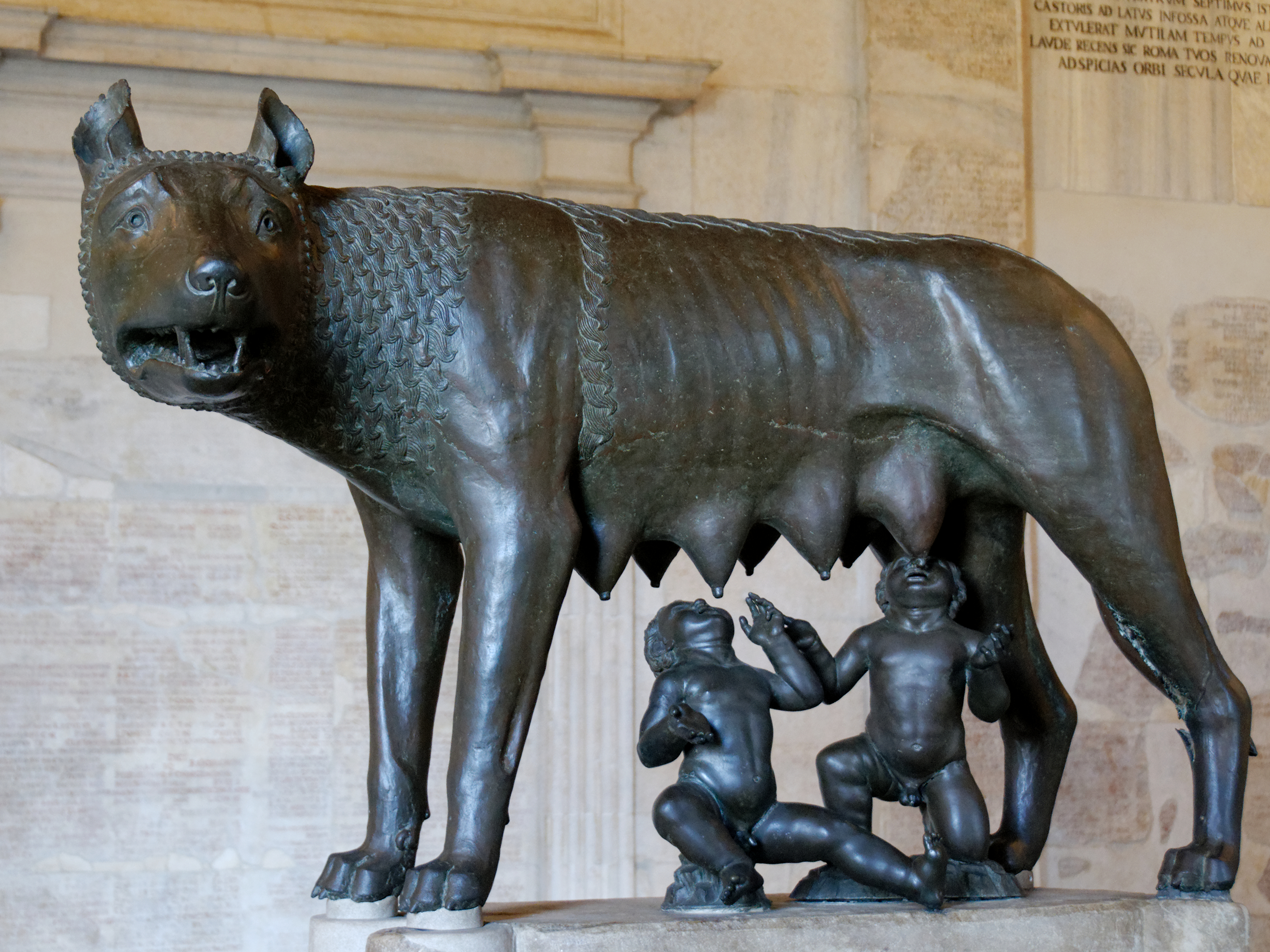
Kapitolská vlčice, socha vlčice kojící Romula a Rema

Romulus a Remus měla podle pověsti být dvojčata, která 21. dubna roku 753 př. n. l. založila město Řím, čímž začala epocha známá jako římské království. Historicky není existence bratrů doložena, celý příběh je vystavěn tedy na různých příbězích a legendách.

## Znění, vývoj a význam legendy
Již ve starověku existovalo několik verzí této pověsti. Většina z nich však je písemně doložena až mnohem později, nejdříve někdy ve 4. a 3. st. př. n. l., mnohdy ale i z 1. či 2. st. n. l., tedy skoro tisíc let po údajném založení města. Předpokládá se, že trvalo staletí, než byly hlavní body legend přesně zakotveny. Dle řecko-římského historika Plútarcha i dnešních historiků ani není jisté, kdo město založil, či přesně podle koho bylo pojmenováno. Stejně tak se zcela jistě neví, jakého původu byli první obyvatelé města Řím (včetně Romula a Rema). Dřívější teorie hovořily o Etruscích, antičtí autoři naopak často věřili, že bratři byli potomci Trójanů.
Dle některých verzí antických legend mohl nést Řím jméno snad i po údajném vládci Latinů, který se měl jmenovat Rómis, jenž odtud vyhnal Etrusky. Případně dle antického historika Dionýsia z Halikarnassu může být jméno Řím být spojeno s Rómou, což měla být žena, která se provdala za někoho z kmene Latinů a měla s ním syna Romula. Další teorie říká, že bratři byli pojmenováni podle slova rúma, které může latinsky znamenat slovo „prso“ či „vemeno“. To by mohlo být spojeno s příběhem, který říká, že byli odkojeni vlčicí.
Římští historici nejčastěji, slovy Plútarcha, zmiňují pověst, která je dle nich „nejvěrohodnější a má nejvíce svědků“. I tam si nicméně byli vědomi jistých fantastických a nadpřirozených prvků. Zároveň však Plútarchos tvrdí, že Řím by nemohl být tak významným městem, pokud by původ města nebyl nějakým způsobem magický či alespoň odlišný. Tím se tak podobní autoři snažili vypořádat s tím, co bylo bráno jako fakt a co jako případné vysvětlení. Konkrétně tato pověst, kterou zmiňuje například i římský historik Livius, spojuje původ Romula a Réma s Aineiem, hrdinou trojské války. Romulus a Rémus měli být jeho vzdálenými příbuznými. Důvod inspirace v trójské válce se jeví být relativně praktický. Dle současného výzkumu se totiž zdá, že Římané se svým původem chtěli odlišit od Řeků či Etrusků, kteří v té době Itálii obývali (a dokonce zde měli velký vliv), a proto se ztotožnili s někým jiným, zde konkrétně Aineiem z Tróje.
Dědem obou bratrů byl údajně Numitor, původně král města Alba Longa, který však byl dle pověsti sesazen svým bratrem Amuliem. Pověst dále vypráví, že Amulius se měl bát pomsty případných potomků svého bratra Numitora, neboť by ho mohli sesadit, stejně jako on sesadil svého bratra. Nechal tedy dočasně uvěznit Numitorovu dceru a pak z ní udělal kněžku, aby nemohla mít děti. Dle Dionýsia z Halikarnassu či Plútarcha (který z něj hodně čerpal) se údajně mohla jmenovat Illia, případně Rhea či Silvia. Nejčastěji je ale známa jako Rhea Silvia. Nakonec se jí však měl narodit právě Romulus a Remus. Nejčastější verze říká, že otcem měl být bůh války Mars. Další teorie ale říká, že Rheu mohl znásilnit sám Amulius.
Pověst dále říká, že po narození byla dvojčata hozena do řeky Tibery, odkud je před smrtí zachránila vlčice, která měla žít na Palatinském pahorku. Údajně odkojila a odchovala obě děti v jeskyni Lupercal. Na druhou stranu odlišné teorie říkají, že vlčice z pověsti mohla představovat pouze nějakou kojnou/náhradní matku, protože v latině slovo lupa může znamenat jak vlčici, tak nevěstku. Bývá to historiky vysvětlováno tak, že tyto odlišné detaily jsou pouze různorodé variace, které se snaží vypořádat s faktickým jádrem příběhu. Později byla dle pověsti dvojčata nalezena pastýřem Faustulem, který je pojal za své syny a společně s manželkou oba chlapce vychoval až do jinošských let. Titus Livius píše, že někteří jeho manželku nazývali vlčicí, takže i odtud může pocházet původ pověsti o tzv. „kapitolské vlčici“.
Legenda dále vypráví, že oba chlapci po celou dobu dospívání hlídali u pastýře stáda. Nicméně jednou se dostali do konfliktu s pasáky, kteří pracovali pro krále Amulia. Během sporu byl údajně Remus zajat. Dle Plútarcha se Romulus rozhodl jít osvobodit Réma, což se mu povedlo. Amulius během sporu zemřel. Vládu v Albě Lonze se následně bratři rozhodli přenechat Numitorovi.
Z města Alba Longa potom odešli a asi se dohodli, že společně založí nové město na návrší Palatinu, kde byli dle pověsti vychováni. Podle pradávných zvyků vyhloubili pomocí pluhu hlubokou brázdu, která byla několikrát přerušena. Brázda symbolizovala v té době příkop pro obranu, vyoraná a navršená hlína z brázdy představovala hradbu a přerušení představovalo brány. Po vyznačení města jim však chybělo jméno města a podle legend v této době vznikl mezi bratry nesmiřitelný boj o název. Nejznámější verze praví, že je rozsoudila věštba z letu ptáků. Removi se mělo objevit ptáků šest, kdežto před Romulem dvakrát tolik. Jinými slovy Romulus vyhrál. Spor se tím ale jen vyostřil. Vypráví se, že Romulus v době nejtěžších sporů stál uprostřed vyznačeného místa a Remus na znamení dobytí hradeb snadno vyoranou brázdu překročil. Mezi bratry došlo k ostré potyčce, kdy Remus byl Romulem (anebo jedním z jeho druhů) zabit a na počest vítěze bylo nové město pojmenováno Roma (Řím). Motiv bratrovraždy mohl budoucím Římanům naznačovat, že nikdo (ani rodina) není důležitější než Řím samotný. Nicméně jsou i jiné teorie, kdy Remus dokonce bratra přežil, či kdy chvíli vládli spolu a až pak byl Remus zavražděn. Dle jiných, například dle antického historika Dionýsia, pro změnu Romulus bratra u věštby podvedl, protože údajně mu nepřiletělo více ptáků (konkrétně supů) než Rémovi.
Říká se, že Romulus vystavěl město a založil počátky jeho slávy. Do svého města přijímal mnoho a mnoho lidí bez rozdílu společenského postavení. Jeho obyvatelé však údajně byli převážně muži. Romulus vyslal posly k mnoha místním kmenům s návrhy manželských svazků, ale bez úspěchu. Uspořádal slavnostní hry na počest boha Neptuna Consa a pozval na ně sousedy. Romulus věděl, že muži kmene Sabinů přivedou mnoho svých žen a dcer. Sabinové mohli žít na sousedním pahorku Kvirinálu, ale nejsou pro to větší důkazy. Romulus tedy svolal muže a vysvětlil jim, jak problém vyřešit. Když byla zábava v nejlepším, Římané se zmocnili všech mladých sabinských žen. Každý si ponechal ženu, kterou se mu podařilo unést. Sabinové byli údajně přinuceni odejít, ale slibovali, že se pomstí. Také ženy byly rozzlobené a odhodlané Římanům odolávat. Přišel mezi ně dokonce sám Romulus a ujišťoval je, že římští muži se k nim budou chovat s veškerou úctou a taktem a budou se snažit získat si jejich lásku. Za nějaký čas, zejména když začaly rodit děti, se sabinské ženy postupně naučily své manžely milovat. Nicméně jejich otce a manžele zuřivost neopustila. Sebrali vojsko a Řím napadli. Podařilo se jim dostat se do města a utkali se muž proti muži v rozhodující bitvě. Sabinské ženy, rozervané mezi láskou k rodinám, v nichž vyrostly, a nově nalezenou láskou k manželům a otcům svých dětí, se nedokázaly smířit s vyhlídkou na masakr. Pověst dle Livia říká, že si roztrhly šaty, rozpustily vlasy a běžely mezi obě vojska. Prosily válčící strany, aby boj zastavily. Střetnutí okamžitě skončilo. Římští i sabinští vůdcové sjednali příměří a obě strany se spojily do jediného státu, jehož hlavním městem byl Řím. Legenda o únosu sabinských žen není historicky dokázána.
Pověst o Romulovi a Removi se také snaží vysvětlit původ některých zvyklostí a říct, proč stát fungoval, jak fungoval. Například se v ní tedy píše, že když se město rozrostlo do velké rozlohy a dostatečně se zalidnilo, položil Romulus základy práva, a aby se mu nevymkla vláda z rukou, vytvořil fyzické znaky své moci: purpurový plášť, trůn, čelenku s Jovovým znakem. Zároveň údajně společnost rozdělil na dvě společenské vrstvy: patricije (otce) a plebeje (lid) a položil základy senátu jako svého poradního orgánu. Sám až do své smrti vládl jako první římský král. Nicméně prvním více historicky potvrzeným králem byl nejspíše až Tarquinius Priscus, který měl vládnout na přelomu 7. a 6. st. př. n. l.
Romulova smrt, stejně jako jeho život, je opředena mnoha legendami a nejsou o ní historicky doložitelné zmínky. Podle jedné z mnoha legend byl vzat zaživa do nebe přímo svým otcem Martem.